# San Girolamo a Corviale
L'església de San Girolamo a Corviale és una església de Roma, situada al barri de Gianicolense, a la via dei Buonvisi.
Va ser construïda al segle xx sobre projecte de l'arquitecte Francesco Fornari. Conserva una important i venerada icona de la Crucifixió, amb la imatge de Crist a la creu i als costats les figures de Maria i de Joan. Típic de la iconografia cristiana oriental és la presència als peus de la creu d'una gruta en miniatura i del crani d'Adam.
L'església és seu parroquial, erecta el 9 de març de 1960 amb el decret del cardenal vicari Clemente Micara Quotidianis curis.

## Títol cardenalici
El títol cardenalici de San Girolamo a Corviale va ser instituït pel Papa Francesc el 14 de febrer de 2015.

### Titulars
- Luis Héctor Villalba, des del 14 de febrer de 2015